# Mezinárodní den charity
Mezinárodní den charity se připomíná od roku 2013 každoročně 5. září. Byl vyhlášen rezolucí Valného shromáždění OSN na zasedání 17. prosince 2012 z iniciativy Maďarska. Stálý zástupce Maďarska při OSN Csaba Kőrösi ve svém úvodním projevu zdůraznil, že charita přispívá k budování inkluzivní a odolné společnosti, zmírňuje nejhorší dopady humanitárních krizí a doplňuje veřejné služby. Rezoluce byla přijata konsensuálně a spolupodpořilo ji 44 členských států zastupujících pět regionů OSN. Cílem tohoto vyhlášení je uznat úlohu charity při zmírňování lidského utrpení a také při podpoře dialogu, solidarity a vzájemného porozumění mezi lidmi. Její vyhlášení usiluje o vytvoření univerzální platformy pro zviditelnění charity, pořádání zvláštních akcí, vytváření součinnosti a zvyšování podpory veřejnosti.
Datum bylo vybráno jako připomínka výročí úmrtí Matky Terezy z Kalkaty, která zasvětila svůj život pomoci nejchudším a v roce 1979 obdržela Nobelovu cenu za mír. Poprvé se tento den oficiálně slavil v roce 2013 a od té doby se konají různé aktivity a akce na podporu charity a celosvětové solidarity.